# Kalijuga
Kalijuga (Sanskrt: कलियुग), Kali Yuga, známá též jako Temný věk je v hinduistickém cyklickém pojetí dějin ten nejnižší ze čtyř věků vývoje světa, který končí degenerací lidí, úpadkem a úplným zničením. Kalijuga trvá 432 000 let, začala v roce 3102 př. n. l.

## Společenské změny v období Kalijugy
Během období Kalijugy dojde k postupnému úpadku hodnot a k nárůstu všeobecného zla a k následnému zmatku a zkáze. Podle výkladu mudrce Márkandéji v Mahábháratě existuje popis některých typických projevů období Kalijugy: 
- Vládci se stanou nerozumnými: budou nespravedlivě uvalovat daně.
- Vládci už nebudou považovat za svou povinnost propagovat duchovnost a chránit obyvatele, stanou se nebezpečím pro svět.
- Populace se začnou stěhovat, budou vyhledávat oblasti, kde jsou pšenice a ječmen základním zdrojem potravy.
- Chamtivost a hněv budou běžné. Lidé budou vůči sobě otevřeně projevovat nepřátelství.
- Rozšíří se neznalost dharmy (ctnosti).
- Lidé budou pomýšlet na vraždu bez důvodu a nebudou na tom vidět nic špatného.
- Chtíč bude považován za společensky přijatelný a pohlavní styk se stane základním životním požadavkem.
- Dojde k prudkému nárůstu hříchu, zatímco ctnost přestane vzkvétat a bude na ústupu.
- Lidé budou dávat sliby, které budou brzy poté porušovat.
- Lidé budou závislí na opojných nápojích a drogách.
- Guruové již nebudou respektováni a jejich studenti se budou snažit jim ublížit. Jejich učení budou napadána, následovníci kámy (chtíče) získají nadvládu nad myšlením všech lidí.

## Individuální řešení
Podle starověkých Indů je běh cyklů na naší planetě nevyhnutelný. Důležité však je, že moudrost starověké Indie nám nabízí též konkrétní individuální řešení. Pro pochopení tématu Kalijugy je důležitá znalost principů arišadvargy. V hinduismu je to označení pro šest vášní, které ovládají lidskou mysl: 
- káma – chtíč,
- kródha – hněv,
- lóbha – chamtivost,
- móha – klamné emoční pouto nebo pokušení,
- mada – pýcha,
- matsarja – závist, žárlivost.

Tyto vlastnosti jsou základními atributy Kalijugy, jsou to negativní vlastnosti bránící duchovnímu pokroku. Chtíč a hněv způsobují v našich životech různé druhy těžkých životních prožitků. Pýcha podporuje naše ego (ahankára) a naše jednání se stává sobeckým. Způsobuje též iluzorní pocit duality mezi „my“ a „oni“ se všemi negativními důsledky. Pokud je ego orientováno materialisticky, podporuje další nárůst těchto šesti negativních vlastností a jejich rozličných projevů. Pokud je člověk v zajetí těchto šesti vlastností, je jeho život řízen pouze osudem (karma). 
Když však jedinec vyvine snahu, mohou být tyto nectnosti překonány. Čím déle se o to budou lidé snažit, tím déle bude existovat dharma a tím více může být oddálena konečná nadvláda Kalijugy.